# Démocrates de gauche
Pour les articles homonymes, voir DS.
Les Démocrates de gauche (en italien, Democratici di sinistra, DS) sont un parti politique italien existant de 1998 à 2007.
Héritier indirect du Parti communiste italien (PCI), - deuxième force politique italienne entre 1946 et 1991 - et fondé directement à partir du Parti démocrate de la gauche (PDS), il défendait  des positions sociales-démocrates. Principale force de la gauche italienne, il a participé aux alliances électorales de centre gauche depuis 1998. À partir de 2004, les Démocrates de Gauche se sont fédérés avec La Marguerite et le Mouvement des républicains européens (MRE) dans L'Olivier, présentant généralement leurs candidats dans des listes communes portant ce nom. Un rassemblement formel des trois partis dans un nouveau sujet appelé Parti démocrate a été initié en 2006 et a vu le jour en octobre 2007.
Les Démocrates de Gauche étaient le principal parti politique de L'Union guidée par Romano Prodi. Le 17 mai 2006, ils sont présents dans le gouvernement italien avec un vice-président du Conseil et dix ministres.
Les Démocrates de gauche participaient à l'Internationale socialiste et au Parti socialiste européen. La couleur du parti était le rouge et le symbole du parti un chêne.

## Histoire
Le parti est issu du Parti communiste italien (PCI) fondé en 1921 par Antonio Gramsci.

### Parti démocrate de la gauche(PDS)
En janvier 1991, à la suite des transitions politiques en Europe centrale et orientale, le parti décide d'abandonner définitivement toute référence au communisme et change son nom en Parti démocrate de la gauche (Partito democratico della Sinistra, PDS).
En avril 1994, le parti guide l'alliance de Gauche plurielle « Les Progressistes », qui subit une défaite face au « Pôle des libertés » guidé par Silvio Berlusconi. Le secrétaire Achille Occhetto démissionne à la suite des mauvais résultats aux élections européennes tenues deux mois après.

### L'Olivier
En 1995, à la suite de l'initiative de Romano Prodi de rassembler la Gauche avec la composante progressiste de l'ancienne Démocratie chrétienne, le parti guidé par Massimo D'Alema participe à la fondation de l'Olivier, dont il sera la principale force politique.
Grâce à ce rassemblement, des alliances de centre gauche réussissent à obtenir d'excellents résultats aux élections régionales de 1995 et en avril 1996 l'alliance, guidée par Romano Prodi, remporte les élections législatives. Pour la première fois depuis 1948 l'ancien Parti communiste est représenté au gouvernement et s'affirme comme premier parti du pays.
Le premier gouvernement de Romano Prodi gouverne le Pays jusqu'en octobre 1998. Entretemps, le parti est dirigé par le secrétaire Massimo D'Alema qui poursuit une double stratégie : le parti reste loyal à l'alliance de centre gauche mais tente au même temps de se transformer en grande force social-démocrate par l'abandon de tout lien avec son passé communiste et l'élargissement de l'électorat vers la droite. Cette stratégie mène à la création des Démocrates de Gauche par l'incorporation  du Mouvement des communistes unitaires, issu du Parti de la refondation communiste, de la Fédération travailliste issue du PSI, des Chrétiens sociaux issus de la Démocratie chrétienne et de la Gauche républicaine issue du PRI. À cette occasion, le nom du parti est changé en Démocrates de gauche.
En octobre 1998, à la suite de la décision du Parti de la refondation communiste de retirer son appui au gouvernement Prodi, Massimo D'Alema est chargé de former un gouvernement auquel participent également le Parti des communistes italiens (PdCI) et l'Union démocratique pour la République (UDR). La référence à L'Olivier est suspendue.
Walter Veltroni, vice-premier ministre de Prodi, accède au secrétariat du parti. La devise I care choisie par le nouveau secrétaire marque une ouverture du parti à la société civile et aux mouvements ainsi qu'une concentration de l'attention aux problématiques de la société contemporaine.
Cependant, l'impopularité des gouvernements de centre gauche entraîne un enchainement de défaites électorales et en 2000 Massimo D'Alema est contraint d'abandonner la tête du gouvernement au profit du socialiste Giuliano Amato. Le parti sort affaibli par l'échec de Massimo D'Alema et renonce à présenter un candidat issu de ses rangs pour guider la coalition de centre gauche.

### Vers le Parti démocrate
Les élections législatives de 2002 marquent un double échec pour les Démocrates de gauche: la coalition de l'Olivier, re-constituée sous la direction de Francesco Rutelli est défaite par la Maison des libertés de Silvio Berlusconi. À leur tour, les Démocrates de gauche sont largement dépassés par Forza Italia dans le classement des partis. Dans l'Olivier ils sont devancés dans plusieurs circonscriptions par leur allié du centre La Marguerite.
Après son élection à la mairie de Rome, Walter Veltroni abandonne ses fonctions de secrétaire. Son successeur est Piero Fassino, un proche de Massimo D'Alema fidèle à la ligne social-démocrate et pour certains aspects libérale des dernières années. Les membres proches de Walter Veltroni préfèrent se rassembler avec la minorité du parti qui revendique une ligne politique plus ancrée aux valeurs traditionnelles de la gauche dans le Correntone, représenté par Giovanni Berlinguer, frère d'Enrico Berlinguer, le secrétaire du PCI qui a théorisé l'eurocommunisme.
L'action de Piero Fassino se concentre surtout sur le rassemblement politique durable du centre gauche au sein de deux organisations :
- L'Olivier, fédération entre les Démocrates de Gauche et la Marguerite, destinée à devenir la force politique de référence à gauche et à se transformer en 2007 en Parti démocrate ;
- L'Union, alliance électorale entre l'Olivier et des partis de gauche minoritaires.

Les listes de l'Olivier - associées à la personnalité de Romano Prodi - arrivent en tête aux élections européennes de 2004, aux élections régionales de 2005 et de justesse aux législatives de 2006. Toutefois, le choix de présenter des listes communes entre les deux partis ne fait pas l'unanimité, surtout dans les régions du Mezzogiorno où les différences entre les deux partis sont plus marquées.

### Élections de 2006
En octobre 2005, les partis de l'Union organisent des élections primaires pour désigner le candidat de la coalition pour les élections législatives de 2006. Les Démocrates de Gauche soutiennent la candidature de Romano Prodi qui recueille 74,1 % des votes.
Une liste commune entre les Démocrates de Gauche et la Marguerite avec le symbole de l'Olivier doit soutenir la candidature de Prodi à la Chambre des Députés. En revanche, les candidats au Sénat sont regroupés dans des listes propres au parti.
La liste de l'Olivier arrive première en assurant à l'Union une victoire de très courte marge. La liste des Démocrates de Gauche au Sénat (17,2 %) est devancée par celle de Forza Italia. La liste unique présentée à la Chambre des Députés rassemble plus de voix que l'addition des suffrages recueillis par les deux listes au Sénat.
Après cinq ans passés à l'opposition les Démocrates de Gauche sont à nouveau le premier parti de la majorité parlementaire. Au moment de l'assignation des charges institutionnelles et des fonctions ministerielles, le parti réclame sa part. Or, la candidature de leur président Massimo D'Alema, d'abord à la présidence de la Chambre des députés et ensuite à la présidence de la République est rejetée par les autres partis. Cependant, les Démocrates de Gauche  parviennent à faire élire Giorgio Napolitano, l'une des personnalités les plus éminentes du parti, à la présidence de la République, fonction à laquelle aucun communiste ou post-communiste avait jamais accédé auparavant.

## Parti démocrate
Depuis le succès relatif de la liste de l'Olivier et l'insuccès constant des listes des Démocrates de gauche, la direction du parti soutient officiellement la fusion avec La Marguerite dans un Parti démocrate.
Ce projet rencontre des vives résistances dans les deux formations et laisse des questions ouvertes :
- La direction: le rôle du premier chef du parti démocrate est essentiel pour déterminer son succès. Cependant, aucune personnalité à l'exception de Prodi semble aujourd'hui créer un large consensus au sein des deux partis.
- La structure: Les Démocrates de Gauche disposent d'une structure très articulée et hiérarchisée, héritage du parti communiste. Une partie de la Marguerite craint les risques d'être absorbée de facto par les démocrates de Gauche.
- L'idéologie: Après la chute du communisme le parti s'est privé de son principal fondement idéologique. Cependant, beaucoup de membres regardent avec scepticisme la fusion d'un parti issu de la classe ouvrière avec un parti de tradition bourgeoise et catholique.
- Socialiste ou Démocrate ? Les Démocrates de Gauche sont parmi les  membres les plus actifs du Parti socialiste européen, appartenance qui est mise en évidence dans le symbole. Francesco Rutelli, en revanche, a fondé avec François Bayrou le Parti démocrate européen dont la Marguerite est la principale force avec l'Union pour la démocratie française (UDF). Cependant, la création du parti de la Gauche démocrate par les membres des Démocrates de gauche qui veulent continuer à faire partie du Parti socialiste européen, pourrait résoudre la difficulté.

### Affaire Unipol
En été 2005, le président-directeur général de Unipol, une compagnie d'assurances contrôlée par un réseau de coopératives proches des Démocrates de Gauche, est impliqué dans une affaire liée à une offre publique d'achat lancé par son groupe sur la Banca Nazionale del Lavoro (BNL).
Le secrétaire Piero Fassino a publiquement soutenu l'opération et des organes de presse ont publié des enregistrements téléphoniques des autorités judiciaires de conversations qu'il a entretenu avec Giovanni Consorte.
L'affaire a soulevé la problématique du rôle du parti dans la gestion d'un réseau de coopératives agricoles et de consommateurs particulièrement développé dans les régions traditionnellement administrées par le parti (Émilie-Romagne, Toscane, Marques et Ombrie).

## Dissolution
Lors du congrès des Démocrates de gauche (DS), du 19 au 21 avril à Florence, les DS ont voté leur dissolution pour former avec les centristes de gauche de La Marguerite un nouveau parti. Fabio Mussi, chef de file d'un courant d'environ 15 % des militants (dit il Correntone), a pris acte de « la faillite politique du défi né avec la fin du PCI » et annoncé une scission, celle de la Gauche démocrate ; Gavino Angius a lui aussi annoncé son départ.

## Positions politiques
Les Démocrates de Gauche se reconnaissent dans les principes du socialisme européen. Ils adhèrent désormais à  l’Internationale socialiste et au Parti socialiste européen. Néanmoins, le terme "socialiste" n'est évoqué que dans une dimension européenne ou internationale. Les militants et les électeurs du parti ressentent tendent à associer le terme à la tradition du Parti socialiste italien (PSI) ou à une abnégation du passé communiste[pas clair].
Malgré ses résultats électoraux en baisse les Démocrates de Gauche continuent à être au centre d'un réseau d'acteurs économiques et sociaux très ancrés dans les régions où le parti est dominant : La Confédération générale italienne du travail (Confederazione generale italiana del lavoro, CGIL) et la Ligue des coopératives.
La présence de ce réseau explique à la fois le pragmatisme et l'ancrage dans le territoire du parti, caractéristiques qu'il partage avec le Parti travailliste britannique et le Parti social-démocrate d'Allemagne.

### Congrès de Rome de 2005
Au troisième congrès des Démocrates de Gauche tenu au PalaLottomatica à Rome, trois motions ont été présentées :
- Pour gagner, l'Italie qui unit (Motion Fassino) (79,1 %) : Soutenue par le président du parti Massimo D'Alema, la motion de la "droite" du parti est favorable au rapprochement du parti avec la Marguerite et au leadership de Romano Prodi.
- Une gauche forte. Une grande alliance démocratique (Motion Mussi - Berlinguer) (14,6 %) : Référence de la "gauche de la gauche" elle  propose un renforcement des thématiques de la gauche traditionnelle ainsi qu'un rapprochement avec les mouvements altermondialistes. La motion rejette toute proposition de fusion avec la Marguerite et privilégie un rapprochement des partis de gauche.
- À gauche, pour le Socialisme (Motion Salvi) (4 %) : La motion propose que le parti privilégie un renforcement des structures actuelles pour retourner à constituer le noyau du rassemblement de la gauche.
- L'écologie fait du bien à l'Italie et à la Gauche (Motion écologiste) (2,4 %): Favorable à l'union avec la Marguerite et autres partis de la gauche modérée et propose d'élaborer un programme politique alternatif fondé sur l'écologie.

## Symbole
Son symbole, en forme de cercle (comme la plupart des symboles électoraux italiens sur lesquels les électeurs cochent pour voter) sur fond blanc, représente un arbre avec un feuillage vert foncé et un tronc marron, planté sur un terrain vert clair. Le tronc se fond dans le feuillage avec quatre branches. Dans la partie supérieure, autour du feuillage, est écrit en rouge DEMOCRATICI DI SINISTRA. Près du tronc repose une rose rouge avec une tige verte. Dans la partie inférieure, en blanc sur fond vert, est écrit PARTITO DEL SOCIALISMO EUROPEO.